# برایان مک‌لین
برایان مک‌لین (انگلیسی: Bryan MacLean؛ ۲۵ سپتامبر ۱۹۴۶ – ۲۵ دسامبر ۱۹۹۸) خواننده، گیتارنواز و ترانه‌سرای اهل ایالات متحده آمریکا بود.
او بین سال‌های ۱۹۶۳ تا ۱۹۹۸ میلادی فعالیت می‌کرد و بیشتر با فعالیت‌هایش در گروه راک تأثیرگذار لاو شناخته می‌شود.